# 이나촌 (후쿠시마현)
이나촌(伊南村)은 후쿠시마현 미나미아이즈군에 있던 촌이다. 2006년 3월 20일, 미나미아이즈군 다지마정, 다테이와촌, 이나촌, 난고촌 등 4개 정·촌이 합병하여 미나미아이즈정이 신설되고 폐지되었다.

## 지리
히노에마타촌에서 히노에마타강이, 타테이와촌에서 타테이와강이 흘러 이난촌의 남부에서 합류해 이난강이 되어 마을로 북상한다. 북동쪽 강기슭에 동사무소나 중학교 등이 있다. 다테이와촌과 경계에는 다카하타산이 있다.

## 역사
- 1955년 4월 1일 - 이나촌, 오카와촌 등 2개 촌이 합병, 이나촌이 신설되었다.
- 1964년 4월 30일 - 대규모 화재가 발생하여 대부분이 피해를 입었다.
- 1975년 4월 1일 국도352호가 제정되었다.
- 1981년 4월 1일 국도401호가 제정되었다.
- 2006년 3월 20일 미나미아이즈군 다지마정, 다테이와촌, 이나촌, 난고촌 등 4개 정·촌이 합병하여 미나미아이즈정이 신설되고 폐지되었다.

## 교통

### 도로
- 국도 352호선
- 국도 401호선